# 王少峰 (1963年)
王少峰（1963年6月—），山西代县人，男，汉族，中华人民共和国政治人物，中国共产党党员。西北政法学院（现西北政法大学）法律系法律专业毕业，武汉大学法学院宪法学与行政法学专业在职研究生学历，法学博士学位。1985年8月参加工作。

## 生平
1984年12月加入中国共产党。1985年毕业于西北政法学院（现西北政法大学）后，进入内蒙古自治区人民检察院工作。1994年12月，调任最高人民检察院政治部干部，之后历任最高人民检察院政治部办公室副主任（正处长级），政治部宣传部副部长兼二处（宣传文化处）处长，政治部警务部（对外称最高人民检察院法警局）副部长（副局长），政治部教育培训部部长，政治部副主任等职。2014年4月，任最高人民检察院党组成员、政治部主任、检察委员会委员、二级大检察官。
2016年10月，调任中共湖南省委常委、组织部部长。2018年2月24日，当选为第十三届全国人大代表。2020年12月，任人力资源和社会保障部副部长。2022年6月，当选为中华全国总工会副主席（兼）。